# Liste der Kulturgüter in Zuzwil BE
Die Liste der Kulturgüter in Zuzwil BE enthält alle Objekte in der Gemeinde Zuzwil im Kanton Bern, die gemäss der Haager Konvention zum Schutz von Kulturgut bei bewaffneten Konflikten, dem Bundesgesetz vom 20. Juni 2014 über den Schutz der Kulturgüter bei bewaffneten Konflikten sowie der Verordnung vom 29. Oktober 2014 über den Schutz der Kulturgüter bei bewaffneten Konflikten unter Schutz stehen.
Es sind weder A-Objekte noch B-Objekte auf dem Gemeindegebiet ausgewiesen, Objekte der Kategorie C fehlen zurzeit (Stand: 10. Mai 2024). Unter übrige Baudenkmäler sind Objekte zu finden, die im Bauinventar des Kantons Bern als «schützenswert» verzeichnet sind.

## Übrige Baudenkmäler
Hinweis: Als Objekt-Identifikator (ID) wird die Grundstücksnummer verwendet. 
| ID   | Foto |                                                                     | Objekt                              | Typ | Standort                            | Beschreibung                                 |
| ---- | ---- | ------------------------------------------------------------------- | ----------------------------------- | --- | ----------------------------------- | -------------------------------------------- |
| 1078 | ja   | Datei hochladen · Wikidata zu Ehemalige Käserei (1927) (Q114572182) | Ehemalige Käserei (1927)            | G   | Iffwilstrasse 1 602640 / 211197     |                                              |
| 1102 | ja   | Datei hochladen · Wikidata zu Alte Käserei (um 1850) (Q114572588)   | Alte Käserei (um 1850)              | G   | Jegenstorfstrasse 2 602654 / 211165 |                                              |
| 1111 | BW   | Datei hochladen                                                     | Speicher (1767)                     | G   | Rüeggisbühlweg 4a 602237 / 211329   |                                              |
| 1173 | BW   | Datei hochladen                                                     | Bauernhaus (1821)                   | G   | Iffwilstrasse 3 602671 / 211289     |                                              |
| 1173 | BW   | Datei hochladen                                                     | Stöckli (1830)                      | G   | Iffwilstrasse 5 602629 / 211278     |                                              |
| 1237 | BW   | Datei hochladen                                                     | Einfamilienhaus (1967)              | G   | Rüeggisbühlweg 8 602086 / 211762    | Frühwerk des Berner Architekten Frank Geiser |
| 1237 | BW   | Datei hochladen                                                     | Nebengebäude Einfamilienhaus (1967) | G   | Rüeggisbühlweg 8a 602111 / 211710   | Frühwerk des Berner Architekten Frank Geiser |
| 1237 | BW   | Datei hochladen                                                     | Nebengebäude Einfamilienhaus (1967) | G   | Rüeggisbühlweg 8b 602123 / 211716   | Frühwerk des Berner Architekten Frank Geiser |
| 1261 | BW   | Datei hochladen                                                     | Bauernhaus (1848)                   | G   | Jegenstorfstrasse 6 603052 / 211229 |                                              |
| 1267 | BW   | Datei hochladen                                                     | Bauernhaus (1924)                   | G   | Unterdorf 3 602662 / 211082         |                                              |
| 1299 | BW   | Datei hochladen                                                     | Speicher (1729)                     | G   | Hauptstrasse 2b 602577 / 211145     |                                              |
| 1322 | BW   | Datei hochladen                                                     | Ehemalige Käserei (1879)            | G   | Hauptstrasse 4 602567 / 211217      |                                              |
| 1339 | BW   | Datei hochladen                                                     | Speicher (1684)                     | G   | Oberdorf 2b 602483 / 211166         |                                              |
| 1350 | BW   | Datei hochladen                                                     | Bauernhaus (1912)                   | G   | Thalacker 2 602799 / 211213         |                                              |
| 1479 | BW   | Datei hochladen                                                     | Bauernhaus (1822)                   | G   | Rüeggisbühlweg 4 602270 / 211305    |                                              |

Hinweis zur Legende: Anstelle der KGS-Nummer wird als Objekt-Identifikator (ID) die Grundstücksnummer verwendet.